# Nick Pope (calciatore)
Nicholas David Pope, detto Nick (Soham, 19 aprile 1992), è un calciatore inglese, portiere del Newcastle Utd e della nazionale inglese.

## Carriera

### Club
È cresciuto nelle giovanili del Ipswich Town e Bury Town.
Il 10 settembre 2017 ha esordito in Premier League con la maglia del Burnley nel match vinto 1-0 contro il Crystal Palace. Nel corso della stagione si è guadagnato il posto da titolare.
Il 23 giugno 2022 viene acquistato dal Newcastle Utd.

### Nazionale
Tra il 2018 ed il 2022 ha giocato complessivamente 10 partite (subendo 5 reti) con la nazionale maggiore inglese, con la quale ha partecipato come portiere di riserva ai Mondiali del 2018 ed a quelli del 2022.

## Statistiche

### Presenze e reti nei club
Statistiche aggiornate al 16 agosto 2025.
| Stagione                 | Squadra                  | Campionato               | Campionato | Campionato | Coppe nazionali | Coppe nazionali | Coppe nazionali | Coppe continentali | Coppe continentali | Coppe continentali | Altre coppe | Altre coppe | Altre coppe | Totale | Totale |
| Stagione                 | Squadra                  | Comp                     | Pres       | Reti       | Comp            | Pres            | Reti            | Comp               | Pres               | Reti               | Comp        | Pres        | Reti        | Pres   | Reti   |
| ------------------------ | ------------------------ | ------------------------ | ---------- | ---------- | --------------- | --------------- | --------------- | ------------------ | ------------------ | ------------------ | ----------- | ----------- | ----------- | ------ | ------ |
| 2012-2013                | Charlton                 | FLC                      | 1          | 0          | FACup+CdL       | -               | -               | -                  | -                  | -                  | -           | -           | -           | 1      | 0      |
| mar.-apr. 2013           | Cambridge Utd            | NL                       | 9          | -7         | FACup           | -               | -               | -                  | -                  | -                  | -           | -           | -           | 9      | -7     |
| 2013-gen. 2014           | Charlton                 | FLC                      | 0          | 0          | FACup+CdL       | 0+0             | 0               | -                  | -                  | -                  | -           | -           | -           | 0      | 0      |
| set.-ott. 2013           | Aldershot Town           | NL                       | 5          | -9         | FACup           | -               | -               | -                  | -                  | -                  | -           | -           | -           | 5      | -9     |
| gen.-giu. 2014           | York City                | FL2                      | 22+2       | -11 + -1   | FACup+CdL       | -               | -               | -                  | -                  | -                  | -           | -           | -           | 24     | -12    |
| 2014-gen. 2015           | Charlton                 | FLC                      | 8          | -9         | FACup+CdL       | 0+1             | -1              | -                  | -                  | -                  | -           | -           | -           | 9      | -10    |
| gen.-giu. 2015           | Bury                     | FL2                      | 22         | -10        | FACup+CdL       | -               | -               | -                  | -                  | -                  | -           | -           | -           | 22     | -10    |
| 2015-2016                | Charlton                 | FLC                      | 24         | -33        | FACup+CdL       | 1+3             | -2 + -6         | -                  | -                  | -                  | -           | -           | -           | 28     | -41    |
| Totale Charlton Athletic | Totale Charlton Athletic | Totale Charlton Athletic | 33         | -42        |                 | 5               | -9              |                    | -                  | -                  |             | -           | -           | 38     | -51    |
| 2016-2017                | Burnley                  | PL                       | 0          | 0          | FACup+CdL       | 3+1             | 0 + -1          | -                  | -                  | -                  | -           | -           | -           | 4      | -1     |
| 2017-2018                | Burnley                  | PL                       | 35         | -35        | FACup+CdL       | 1+2             | -4 + -2         | -                  | -                  | -                  | -           | -           | -           | 38     | -41    |
| 2018-2019                | Burnley                  | PL                       | 0          | 0          | FACup+CdL       | 2+0             | -5              | UEL                | 1                  | 0                  | -           | -           | -           | 3      | -5     |
| 2019-2020                | Burnley                  | PL                       | 38         | -50        | FACup+CdL       | 0+0             | 0               | -                  | -                  | -                  | -           | -           | -           | 38     | -50    |
| 2020-2021                | Burnley                  | PL                       | 32         | -37        | FACup+CdL       | 0+1             | -1              | -                  | -                  | -                  | -           | -           | -           | 33     | -38    |
| 2021-2022                | Burnley                  | PL                       | 36         | -47        | FACup+CdL       | 1+2             | -2 + -2         | -                  | -                  | -                  | -           | -           | -           | 39     | -51    |
| Totale Burnley           | Totale Burnley           | Totale Burnley           | 141        | -169       |                 | 13              | -17             |                    | 1                  | 0                  |             | -           | -           | 155    | -186   |
| 2022-2023                | Newcastle Utd            | PL                       | 37         | -32        | FACup+CdL       | 0+5             | -0 + -1         | -                  | -                  | -                  | -           | -           | -           | 42     | -33    |
| 2023-2024                | Newcastle Utd            | PL                       | 15         | -16        | FACup+CdL       | 0+1             | 0               | UCL                | 5                  | -5                 | -           | -           | -           | 19     | -18    |
| 2024-2025                | Newcastle Utd            | PL                       | 28         | -35        | FACup+CdL       | 1+3             | -2 + -2         | -                  | -                  | -                  | -           | -           | -           | 32     | -39    |
| 2025-2026                | Newcastle Utd            | PL                       | 1          | 0          | FACup+CdL       | 0+0             | 0+0             | -                  | -                  | -                  | -           | -           | -           | 1      | 0      |
| Totale Newcastle         | Totale Newcastle         | Totale Newcastle         | 81         | -83        |                 | 10              | -5              |                    | 5                  | -5                 |             | -           | -           | 96     | -93    |
| Totale carriera          | Totale carriera          | Totale carriera          | 301        | -321       |                 | 28              | -30             |                    | 6                  | -5                 |             | -           | -           | 325    | -356   |

### Cronologia presenze e reti in nazionale
| Cronologia completa delle presenze e delle reti in nazionale ― Inghilterra | Cronologia completa delle presenze e delle reti in nazionale ― Inghilterra | Cronologia completa delle presenze e delle reti in nazionale ― Inghilterra | Cronologia completa delle presenze e delle reti in nazionale ― Inghilterra | Cronologia completa delle presenze e delle reti in nazionale ― Inghilterra | Cronologia completa delle presenze e delle reti in nazionale ― Inghilterra | Cronologia completa delle presenze e delle reti in nazionale ― Inghilterra | Cronologia completa delle presenze e delle reti in nazionale ― Inghilterra |
| Data                                                                       | Città                                                                      | In casa                                                                    | Risultato                                                                  | Ospiti                                                                     | Competizione                                                               | Reti                                                                       | Note                                                                       |
| -------------------------------------------------------------------------- | -------------------------------------------------------------------------- | -------------------------------------------------------------------------- | -------------------------------------------------------------------------- | -------------------------------------------------------------------------- | -------------------------------------------------------------------------- | -------------------------------------------------------------------------- | -------------------------------------------------------------------------- |
| 7-6-2018                                                                   | Leeds                                                                      | Inghilterra                                                                | 2 – 0                                                                      | Costa Rica                                                                 | Amichevole                                                                 | -                                                                          | 65’                                                                        |
| 17-11-2019                                                                 | Pristina                                                                   | Kosovo                                                                     | 0 – 4                                                                      | Inghilterra                                                                | Qual. Euro 2020                                                            | -                                                                          |                                                                            |
| 8-10-2020                                                                  | Londra                                                                     | Inghilterra                                                                | 3 – 0                                                                      | Galles                                                                     | Amichevole                                                                 | -                                                                          |                                                                            |
| 12-11-2020                                                                 | Londra                                                                     | Inghilterra                                                                | 3 – 0                                                                      | Irlanda                                                                    | Amichevole                                                                 | -                                                                          | 46’                                                                        |
| 25-3-2021                                                                  | Londra                                                                     | Inghilterra                                                                | 5 – 0                                                                      | San Marino                                                                 | Qual. Mondiali 2022                                                        | -                                                                          |                                                                            |
| 28-3-2021                                                                  | Tirana                                                                     | Albania                                                                    | 0 – 2                                                                      | Inghilterra                                                                | Qual. Mondiali 2022                                                        | -                                                                          |                                                                            |
| 31-3-2021                                                                  | Londra                                                                     | Inghilterra                                                                | 2 – 1                                                                      | Polonia                                                                    | Qual. Mondiali 2022                                                        | -1                                                                         |                                                                            |
| 29-3-2022                                                                  | Londra                                                                     | Inghilterra                                                                | 3 – 0                                                                      | Costa d'Avorio                                                             | Amichevole                                                                 | -                                                                          |                                                                            |
| 23-9-2022                                                                  | Milano                                                                     | Italia                                                                     | 1 – 0                                                                      | Inghilterra                                                                | UEFA Nations League 2022-2023 - 1º turno                                   | -1                                                                         |                                                                            |
| 26-9-2022                                                                  | Londra                                                                     | Inghilterra                                                                | 3 – 3                                                                      | Germania                                                                   | UEFA Nations League 2022-2023 - 1º turno                                   | -3                                                                         |                                                                            |
| Totale                                                                     |                                                                            | Presenze                                                                   | 10                                                                         |                                                                            | Reti                                                                       | -5                                                                         |                                                                            |

## Palmarès

### Club

#### Competizioni nazionali
- Coppa di Lega inglese: 1

Newcastle: 2024-2025